# Championnats du monde de cyclisme sur route 1931
Navigation
Liège 1930 Rome 1932
Les championnats du monde de cyclisme sur route 1931 ont eu lieu le 26 août 1931 à Copenhague au Danemark. Deux courses sont au programme, une pour les professionnels et une pour les amateurs.
Pour la seule fois de l'histoire, le championnat du monde professionnel est disputé sous le forme d'un contre-la-montre, sur 170 kilomètres.

## Déroulement
Les coureurs professionnels doivent parcourir une distance de 170 kilomètres, sur le parcours Copenhague-Ringsted-Bårse-Kuge-Copenhague. Ils s'élancent toutes les cinq minutes. Sur les 17 coureurs au départ, 13 terminent la course. L'Italien Learco Guerra s'impose en 4 h 53 min 43 s, avec plus de quatre minutes d'avance sur le Français Ferdinand Le Drogo et le Suisse Albert Büchi.
Dans l'épreuve amateur disputée sous le forme classique d'une course en ligne, le Danois Henry Hansen met fin à la domination de l'Italie, qui remporte toutefois la médaille d'argent avec Giuseppe Olmo.

## Résultats
| Épreuves          | Or                    | Or              | Argent                    | Argent       | Bronze               | Bronze       |
| Professionnels    |                       |                 |                           |              |                      |              |
| Hommes            | Learco Guerra Italie  | 4 h 53 min 43 s | Ferdinand Le Drogo France | + 4 min 37 s | Albert Büchi Suisse  | + 4 min 48 s |
| Amateurs          |                       |                 |                           |              |                      |              |
| Hommes - amateurs | Henry Hansen Danemark | 4 h 50 min 53 s | Giuseppe Olmo Italie      | + 6 min 01 s | Leo Nielsen Danemark | + 6 min 40 s |

## Tableau des médailles
| Rang  | Nation   | Or | Argent | Bronze | Total |
| ----- | -------- | -- | ------ | ------ | ----- |
| 1     | Italie   | 1  | 1      | 0      | 2     |
| 2     | Danemark | 1  | 0      | 1      | 2     |
| 3     | France   | 0  | 1      | 0      | 1     |
| 4     | Suisse   | 0  | 0      | 1      | 1     |
| Total | Total    | 2  | 2      | 2      | 6     |